# راية النصر

"راية النصر رقم 5" التي رُفعت فوق الرايخستاغ.

راية النصر السوفيتية (بالروسية: Знамя Победы - زناميا بابيدي) راية رفعها ثلاثة من جنود الجيش الأحمر فوق مبنى الرايخستاغ بالعاصمة الألمانية برلين في 30 إبريل 1945 وهم؛ الأوكراني أليكسي بيريست والروسي ميخائيل ييغوروف والجورجي ميليتون كنتاريا.
وتعتبر راية النصر التي صُممت في ظل أجواء حربية الرمز الرئيسي والأوسع شهرة والأعلى تقديرا لانتصار الشعب السوفيتي على ألمانيا النازية خلال الحرب العالمية الثانية والحرب الوطنية العظمى، كما تعد واحدة من الكنوز الوطنية الروسية بنص القانون الروسي كما اعتُمدت رسميا رمزا للانتصار على القوات الألمانية في بيلاروسيا (عام 1996) ولمنطقة بريدنيستروفيي (عام 2009) وأوكرانيا (عام 2011).
والراية في مجملها عبارة عن علم الاتحاد السوفيتي بطول 82 سم وعرض 188 سم وإن اختلف لون المطرقة والمنجل (☭) ليكونا باللون الأبيض بديلا عن اللون الذهبي المعروف على العلم السوفيتي، وكُتب عليها بالسيريلية:
| راية النصر | 150я стр. ордена Кутузова II ст. идрицк. див. 79 C.К. 3 У. А. 1 Б. Ф. | راية النصر |

| راية النصر | الفرقة 150 بنادق، وسام كوتوزوف من الطبقة الثانية، فرقة إدريتسكايا، الفيلق التاسع والسبعون بنادق، الجيش الصدامي الثالث، الجبهة البيلاروسية الأولى. | راية النصر |

وعلى الرغم من أن هذه الراية لم تكن الوحيدة التي صُممت لتُرفع فوق الرايخستاغ إلا أنها الأولى والوحيدة المتبقية من كل الرايات التي صُممت للغرض نفسه، ومن ثمّ يتم إدخال نسخة طبق الأصل من راية النصر رقم 5 مباشرة خلف العلم الروسي يحملها جنود قيادة فوج موسكو الشرفي وحملة الأعلام رقم 154 أثناء الاحتفال بعيد النصر (9 مايو) وموكب نصر موسكو السنوي.
من جانبه ينص قانون الاتحاد الفيدرالي الروسي على ضرورة وضع النسخة الأصلية لراية النصر في مكان آمن يحفظ أهميتها التارخية والتراثية في الوقت الذي يتيح فرصة مشاهدتها والاطلاع عليها من جانب عامة الشعب، كما يضم وصفا تفصيلا لأي نسخة مطابقة للأصل يُراد استخدامها في العروض والاحتفالات العسكرية الروسية.

## التاريخ

ميليتون كنتاريا يرفع العلم السوفيتي فوق الرايخستاغ.

## راية نصر يلتسن

الراية التي أقرّها يلتسن في المرسوم الرئاسي عام 1996 وأصبحت راية الجيش الروسي.

من جانبه أصدر الرئيس الروسي السابق بوريس يلتسن نسخة مغايرة من العلم السوفيتي بدون مطرقة ومنجل ومنحها صفة العلم الوطني في 5 إبريل 1996، بعدها اعتمد الرئيس فلاديمير بوتين راية النصر كراية رسمية للجيش الروسي وإن لم تكن الراية مماثلة للراية الأصلية إلا أنها حملت الاسم نفسه، ومع مرور الوقت لم تعد راية النصر هي المستخدمة للتعبير عن القوات البرية الروسية والتي استخدمت علما أحمرا بدون نجمة العهد السوفيتي المنصرم (★).